# Hebetula uveae
Hebetula uveae är en tvåvingeart som beskrevs av Clastrier och Delecolle 1996. Hebetula uveae ingår i släktet Hebetula och familjen svidknott. Inga underarter finns listade i Catalogue of Life.